# 1313 (album)
1313 was het debuutalbum van de Belgische rockband Univers Zero. Het album verscheen in 1977. Al was het het eerste album van de groep, toch bevat de plaat meteen een gedurfde en originele combinatie van hoofdzakelijk akoestische rockmuziek en kamermuziek. Het geluid van violen en andere strijkers wordt verweven met zwaardere fagot- en gitaarklanken om een langzame dreigende sfeer te creëren. Het drumspel van Daniel Denis voegt extra spanning en agressie toe aan de muziek. Het resultaat is muziek die soms doet denken aan Frank Zappa, Henry Cow, Béla Bartók of Charles Ives, maar met een eigen rocktint.

## Musici
- Michel Berckmans: fagot
- Daniel Denis: percussie, drums
- Marcel Dufrane: viool
- Christian Genet: bas
- Patrick Hanappier: viool, altviool, cello
- Emmanuel Nicaise: harmonium, spinet
- Roger Trigaux: gitaar

## Muziek
| Nr. | Titel          | Duur  |
| --- | -------------- | ----- |
| 1.  | Ronde          | 14:45 |
| 2.  | Carabosse      | 3:40  |
| 3.  | Docteur Petiot | 7:25  |
| 4.  | Malaise        | 7:42  |
| 5.  | Complainte     | 3:18  |